# Самак (Юта)
Самак (англ. Samak) — переписна місцевість (CDP) в США, в окрузі Самміт штату Юта. Населення — 93 особи (2020).

## Географія
Самак розташований за координатами 40°38′32″ пн. ш. 111°14′9″ зх. д. / 40.64222° пн. ш. 111.23583° зх. д. (40.642162, -111.235865).  За даними Бюро перепису населення США в 2010 році переписна місцевість мала площу 12,17 км², уся площа — суходіл.

## Демографія
Згідно з переписом 2010 року, у переписній місцевості мешкало 287 осіб у 115 домогосподарствах у складі 73 родин. Густота населення становила 24 особи/км².  Було 371 помешкання (30/км²).
Расовий склад населення:
| - 98,3 % — білих - 0,7 % — азіатів |

До двох чи більше рас належало 0,3 %. Частка іспаномовних становила 1,4 % від усіх жителів.
За віковим діапазоном населення розподілялося таким чином: 23,7 % — особи молодші 18 років, 66,9 % — особи у віці 18—64 років, 9,4 % — особи у віці 65 років та старші. Медіана віку мешканця становила 40,1 року. На 100 осіб жіночої статі у переписній місцевості припадало 115,8 чоловіків;  на 100 жінок у віці від 18 років та старших — 114,7 чоловіків також старших 18 років.
Середній дохід на одне домашнє господарство  становив 72 911 долар США (медіана — 58 942), а середній дохід на одну сім'ю — 92 649 доларів (медіана — 90 446). 
Цивільне працевлаштоване населення становило 102 особи. Основні галузі зайнятості: мистецтво, розваги та відпочинок — 53,9 %, освіта, охорона здоров'я та соціальна допомога — 13,7 %, сільське господарство, лісництво, риболовля — 12,7 %.